# Marco Buti

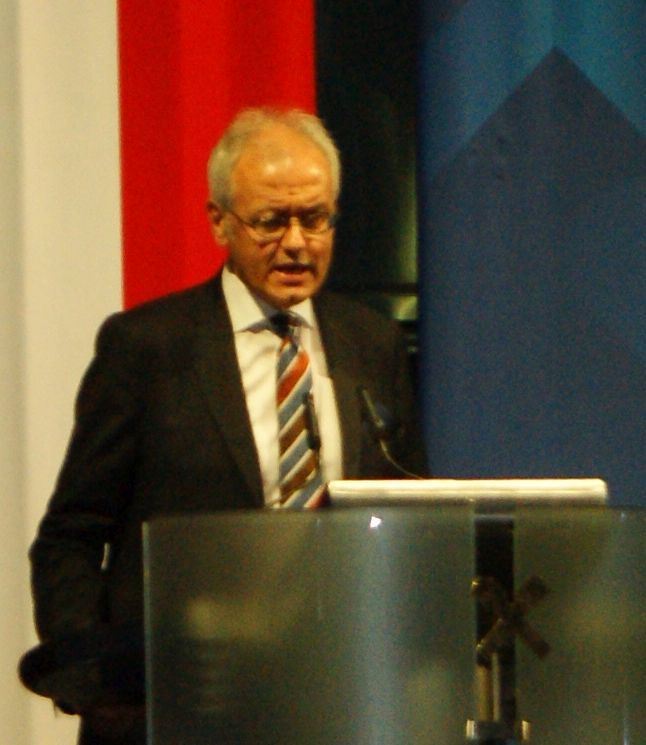
Marco Buti bei einem Vortrag in Linz (Oberösterreich) 2018

Marco Buti (* 4. April 1957 in Pontassieve) ist ein italienischer EU-Beamter. Von 2008 bis 2019 war er Generaldirektor der Generaldirektion Wirtschaft und Finanzen der Europäischen Union. Seitdem ist er Stabschef des EU-Kommissars Paolo Gentiloni.
Marco Buti studierte Wirtschaftswissenschaften an der Universität Oxford und erwarb dort und an der Universität Florenz Abschlüsse.
Er trat 1987 in den Dienst der Europäischen Kommission. Nach Tätigkeiten an verschiedenen Positionen wurde er 2006 stellvertretender Generaldirektor der Generaldirektion Wirtschaft und Finanzen und übernahm im Dezember 2008 die Leitung der Behörde.